# 吉村優花
吉村 優花（よしむら ゆか、1996年7月15日 - ）は、日本の女優。
千葉県出身。

## 来歴
1996年7月15日、千葉県生まれ。
小学校5年生の時、同じクラスにいたNHK児童劇団所属の女の子の主演舞台を観に行った時に感銘を受けて女優を志すようになる。
高校時代にジュノンガールズコンテストのファイナリストに残るが、雑誌掲載前に在籍高校に申請した際、「芸能活動をするなら退学してください」と却下されてしまう。
しかし、女優の道を諦められず2015年4月、多摩美術大学演劇舞踊デザイン学科演劇舞踊コースに進学。
2022年7月、6年間所属していた東映マネージメントを退所。。

## 人物
- 特技は、新体操、水泳、コンテンポラリーダンス、バレエ。
- 3歳年上の姉と3歳年下の弟がいる[3]。

## 出演

### テレビドラマ
- HiGH&LOW〜THE STORY OF S.W.O.R.D.〜 (2015年、日本テレビ) - 野球部女子マネージャー 役
- いつかティファニーで朝食を (2015年、日本テレビ)
- さよならドビュッシー～ピアニスト探偵 岬洋介～ (2016年、日本テレビ)
- 死幣-DEATH CASH- 第9・10話 (2016年、TBS) - 看護師 星輪恵美 役
- 水晶の鼓動 第4話 (2016年、WOWOW) - 看護師 役
- 東京ヴァンパイアホテル (2017年、Amazonプライムビデオ) - 明日香 役
- ドラマW 石つぶて〜外務省機密費を暴いた捜査二課の男たち〜 (2017年、WOWOW) - 加奈子 役(準レギュラー)
- 警視庁ゼロ係〜生活安全課なんでも相談室〜 THIRD SEASON  最終回2時間SP (2018年、テレビ東京) - 湯川希美 役
- 教場II (2021年、フジテレビ系列)
- ユーチューバーに娘はやらん! 第4話（2022年2月7日 、テレビ東京） - 朝倉葉月 役

### 映画
- 女子高 (2016年4月9日) - 女子高校生 クラスメイト 役
- 北の桜守 (2018年3月10日)
- いぬやしき (2018年4月20日)
- 仮面ライダー 令和 ザ・ファースト・ジェネレーション (2019年12月21日) - 看護師 ヒューマギア 役[4]
- Daughters (2020年9月18日、イオンエンターテイメント)[5] - 彩乃の部下・滝野役[6]
- となりの宇宙人（2025年6月27日、SPOTTED PRODUCTIONS）- 涼子 役[7]

### CM
- 日経BP「日経doors」ブランドムービー
- イオン HOME COORDY「新生活まるごとイオン」篇 (2018年2月 - 3月)
- Nintendo Switch スプラトゥーン3「バケツ」編
- dynabook 「世界初は、夢じゃない。」篇